# Fäbson

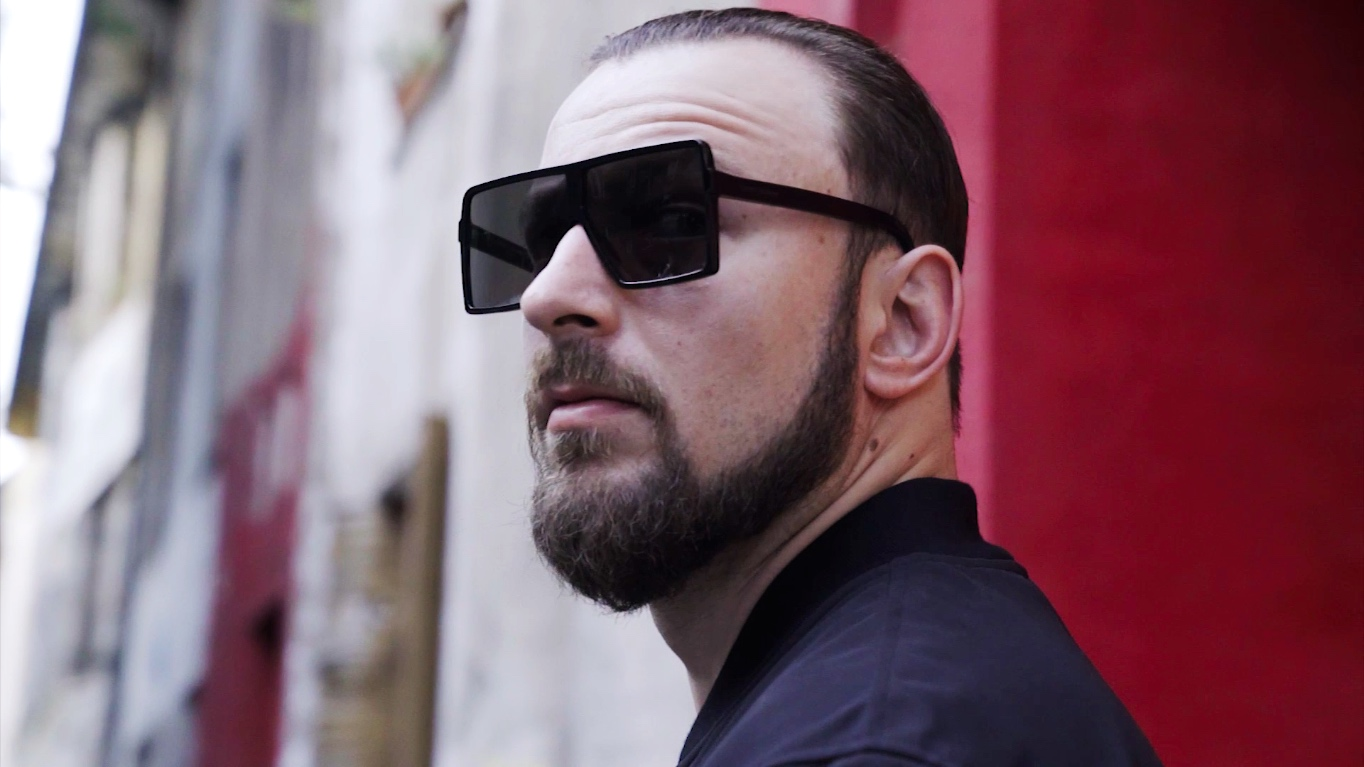
Fäbson (2020)

Fäbson (* 1987 in Düsseldorf als Fabian König) ist ein deutscher Rapper. Seit 2017 steht er beim Berliner Label I Luv Money Records unter Vertrag.

## Werdegang
Fäbson wurde 1987 als Fabian König in Düsseldorf geboren. Über die Veröffentlichungen des Labels Bassboxxx, Kool Savas und M.O.R., die Tapes Wissen, Flow, Talent, Sintflows und Back In Dissniss von Die Sekte sowie Sexkönig von King Orgasmus One wurde er auf Rap aufmerksam. Darüber hinaus prägten ihn französischer Rap und der Eastcoast-Hip-Hop von Künstlern wie Jay-Z, Nas, Boot Camp Clik, Method Man, Redman, Sean Price und Mobb Deep. Nachdem er zunächst als DJ gearbeitet hatte, begann er 2007 gemeinsam mit MC Torwart als Rapper in Erscheinung zu treten. Unter dem Titel Hart aber herzlich veröffentlichte Fäbson im Juni 2011 sein Debütalbum im Eigenvertrieb. Als Hauptproduzent des Albums konnte er den Berliner The Royals gewinnen.
2012 trat Fäbson auf der Kompilation Mach Keine Chromen Dinga von Skinny Al, Kontra K, Fatal und Rico auf. Anschließend lernte er die Rapper Collins und B-Tight kennen. Beide Gründungsmitglieder von Die Sekte unterstützen ihn daraufhin bei Aufnahmen. Zudem übernahm B-Tight die Dreharbeiten zu Fäbsons erstem Musikvideo Schwarzes Schaf und vermittelte ihm den Kontakt zu Musikvertrieben, die auf Hip-Hop spezialisiert sind. Im Herbst 2013 erschien das zweite Album Der fabelhafte Sohn, auf dem Skinny Al, Nicone, B-Tight, Collins, Becker Rap, Sahin und DJ Werd als Gastmusiker vertreten sind. Anlässlich seines Albums Retro absolvierte B-Tight 2015 eine Solotournee, die Fäbson als Support-Act begleitete. Anschließend trat der Düsseldorfer im Vorprogramm von Sidos Liebe Live-Tour auf.
Mit Unterstützung des digitalen Vertriebs Roba Music veröffentlichte Fäbson im Oktober 2015 sein drittes Album Chamäleon. Mit Jalil, Basstard und Silla treten mehrere bekannte Berliner Rapper mit Gastbeiträgen auf. Als erste Single erschien Nicht eine Träne wert mit KC Da Rookee, deren Video auf der Plattform Hiphop.de Premiere feierte. Des Weiteren erschienen Musikvideos zu den Stücken Der letzte Song und Fussstapfen auf Aggro.TV. 2016 avancierte er zum Back-Up-Rapper von King Orgasmus One und begleitete die folgende Berlin bleibt Orgi-Tournee.
Im August 2017 nahm das Independent-Label I Luv Money Records Fäbson unter Vertrag. Nach den Singles Resolut, Lauf, Der Duft dieser Gegend und Mama veröffentlichte das Unternehmen im Herbst das Album Resolution. Erstmals tritt darauf DJ Ilan als Hauptproduzent in Erscheinung. Auf dem Album Welcome to the Hood von King Orgasmus One war er erneut als Gast vertreten. Mit Someil erschien im Februar 2020 die erste Single seines ebenfalls von dem Berliner produzierten fünften Albums. Es folgten die Auskopplungen Swoosh, Bang Bang und Winter. Ende Juli erschien über I Luv Money Records das Album Longue Vie, das verstärkt von französischem Rap beeinflusst worden war. Mit Jarod und Hache-P steuerten zwei Franzosen Gastparts bei. 2023 veröffentlichte Fäbson sein sechstes Album Visionär.

## Diskografie

### Alben
| Veröffentlichung | Titel               | Label               | Cover |      |                    |               |  |
| ---------------- | ------------------- | ------------------- | ----- | ---- | ------------------ | ------------- |  |
| Veröffentlichung | Titel               | Label               | Cover | 2011 | Hart Aber Herzlich | Eigenvertrieb |  |
| 2013             | Der Fabelhafte Sohn | Eigenvertrieb       |       |      |                    |               |  |
| 2015             | Chamäleon           | Eigenvertrieb       |       |      |                    |               |  |
| 2017             | Resolution          | I Luv Money Records |       |      |                    |               |  |
| 2020             | Longue Vie          | I Luv Money Records |       |      |                    |               |  |
| 2023             | Visionär            | I Luv Money Records |       |      |                    |               |  |

### Singles
| Veröffentlichung | Titel                                    | Album      | Cover |      |                       |           |  |
| ---------------- | ---------------------------------------- | ---------- | ----- | ---- | --------------------- | --------- |  |
| Veröffentlichung | Titel                                    | Album      | Cover | 2015 | Nicht eine Träne wert | Chamäleon |  |
| 2015             | Kein Hipster, kein Gangster, kein Dealer | Chamäleon  |       |      |                       |           |  |
| 2015             | Der letzte Song                          | Chamäleon  |       |      |                       |           |  |
| 2017             | Lauf                                     | Resolution |       |      |                       |           |  |
| 2017             | Der Duft dieser Gegend                   | Resolution |       |      |                       |           |  |
| 2017             | Mama                                     | Resolution |       |      |                       |           |  |
| 2017             | Resolut                                  | Resolution |       |      |                       |           |  |
| 2020             | Someil                                   | Longue Vie |       |      |                       |           |  |
| 2020             | Swoosh                                   | Longue Vie |       |      |                       |           |  |
| 2020             | Bang Bang                                | Longue Vie |       |      |                       |           |  |
| 2020             | Winter                                   | Longue Vie |       |      |                       |           |  |